# Arçonnay
Arçonnay è un comune francese di 2 056 abitanti situato nel dipartimento della Sarthe nella regione dei Paesi della Loira.

## Società

### Evoluzione demografica
Abitanti censiti